# Alysson Marshall
Alysson Marshall (* 18. März 1988 in Salmon Arm) ist eine ehemalige kanadische Skilangläuferin.

## Werdegang
Marshall startete im November 2004 in Vernon erstmals im Skilanglauf-Nor-Am-Cup und belegte dabei den 21. Platz im Skiathlon und den neunten Rang im Sprint. Ihre beste Platzierung bei der Winter-Universiade 2007 in Pragelato war der 31. Platz im Skiathlon. Ihr Debüt im Skilanglauf-Weltcup hatte sie im Januar 2008 in Canmore, das sie auf dem 52. Platz im Sprint beendete. Ihre besten Ergebnisse bei den Nordischen Junioren-Skiweltmeisterschaften 2008 in Mals waren der 25. Platz im Sprint und der 12. Rang mit der Staffel. Im folgenden Jahr kam sie bei den U23-Weltmeisterschaften auf den 33. Platz über 10 km Freistil, auf den 26. Rang im Skiathlon und auf den 12. Platz im Sprint. Im Februar 2009 wurde sie beim Alpencup in Schilpario Dritte im Sprint. In der Saison 2010/11 kam sie mit vier dritten Plätzen auf den fünften Platz in der Gesamtwertung des Nor-Am-Cups. In der folgenden Saison erreichte bei allen Teilnahmen im Nor Am Cup eine Top-Zehn-Platzierung. Dabei errang sie einen dritten und sieben zweite Plätze. Zudem holte sie jeweils im Sprint in Canmore und in Cantley ihre ersten Siege im Nor Am Cup. Sie gewann damit zum Saisonende die Gesamtwertung des Nor Am Cups. Im März 2012 erzielte sie beim Weltcupfinale in Stockholm mit dem 28. Platz im Sprint ihre ersten und einzigen Weltcuppunkte. In der Saison 2012/13 erreichte sie mit einem Platz, zwei zweiten Plätzen und einem ersten Platz und in der Saison 2013/14 mit einem zweiten Platz und zwei ersten Plätzen jeweils den dritten Platz in der Gesamtwertung des Nor-Am-Cups. Zu Beginn ihrer letzten aktiven Saison siegte sie im Sprint in West Yellowstone bei der US Super Tour. Im weiteren Saisonverlauf gewann sie im Nor Am Cup in Rossland das Rennen über 10 km klassisch und über 7,5 km klassisch. Beim Sprint in Vernon und in Thunder Bay wurde sie jeweils Zweite und belegte zum Saisonende den fünften Platz in der Nor-Am-Cup-Gesamtwertung.

## Siege bei Continental-Cup-Rennen
| Nr. | Datum             | Ort              | Disziplin            | Serie         |
| --- | ----------------- | ---------------- | -------------------- | ------------- |
| 1.  | 21. Januar 2012   | Canmore          | Sprint Freistil      | Nor-Am Cup    |
| 2.  | 3. Februar 2012   | Cantley          | Sprint Freistil      | Nor-Am Cup    |
| 3.  | 1. Februar 2013   | Cantley          | Sprint klassisch     | Nor-Am Cup    |
| 4.  | 31. Januar 2014   | Cantley          | Sprint Freistil      | Nor-Am Cup    |
| 5.  | 2. Februar 2014   | Cantley          | 15 km klassisch Mst. | Nor-Am Cup    |
| 6.  | 28. November 2014 | West Yellowstone | Sprint Freistil      | US Super Tour |
| 7.  | 13. Dezember 2014 | Rossland         | 7,5 km klassisch     | Nor-Am Cup    |
| 8.  | 14. Dezember 2014 | Rossland         | 10 km klassisch      | Nor-Am Cup    |